# Mathurina penduliflora
Mathurina penduliflora är en passionsblomsväxtart som beskrevs av Baif. f.. Mathurina penduliflora ingår i släktet Mathurina och familjen passionsblomsväxter. Inga underarter finns listade i Catalogue of Life.